# Китенска
Китенска (болг. Китенска, Караагач, Оряшка) — река в Болгарии, впадает в Чёрное море, протекает по территории общин Малко-Тырново, Царево и Приморско в Бургасской области на юго-востоке страны.
Длина реки составляет 30,5 км, площадь водосборного бассейна — 82,4 км².
Начинается около горы Демира в горах Босна. Впадает в Чёрное море к югу от города Китен.